# Endre Steiner
Endre (Andreas) Steiner (ur. 27 czerwca 1901 w Budapeszcie, zm. 29 grudnia 1944 w Budapeszcie) – węgierski szachista, złoty medalista olimpijski.

## Kariera szachowa
W latach 1927–1937 pięciokrotnie reprezentował swój kraj na olimpiadach szachowych, na których rozegrał 76 partii i zdobył 50½ punktu. Jego drużyna zdobyła dwa złote i dwa srebrne medale. W 1937 r. na olimpiadzie w Sztokholmie zdobył srebrny medal na trzeciej szachownicy. Zajął trzecie miejsce na turnieju międzynarodowym w Portsmouth (1923), drugie w Trenčianskich Teplicach (1928) i pierwsze w Kecskemét (1933).
Według retrospektywnego systemu Chessmetrics, najwyżej sklasyfikowany był w lipcu 1939 r., zajmował wówczas 16. miejsce na świecie.
Był starszym bratem Lajosa Steinera.